# Йоав Кіш
Йоав Кіш (івр. יוֹאָב קִישׁ, нар. 6 грудня 1968) — ізраїльський пілот і політик. З 2015 року він є членом Кнесету від партії «Лікуд». У минулому він також був головою Комітету Кнесету та заступником міністра охорони здоров'я. Служив в Армії оборони Ізраїлю льотчиком-винищувачем у званні підполковника, а потім працював пілотом у цивільній авіакомпанії «Ель Аль».

## Життєпис
З кінця грудня 2022 року обіймає посади міністра освіти та міністра регіонального співробітництва Ізраїлю.